# Rhene setipes
Rhene setipes är en spindelart som beskrevs av Zabka 1985. Rhene setipes ingår i släktet Rhene och familjen hoppspindlar. Inga underarter finns listade i Catalogue of Life.